# Jogos da Copa EuroAmericana de 2013
A Copa EuroAmericana na edição de 2013, conta com a participação de três equipes da Europa e oito equipes da América do Sul, num total de onze equipes que disputam a competição em oito jogos.
Ao final, a organização realiza uma contagem de jogos ganhos por ambas as equipes americanas e européias, e realiza um resultado geral.

## Forma de disputa
As equipes de cada continente se enfrentaram em oito jogos independentes onde, em caso de empate nos 90 minutos de jogo, a disputa será decidida nos pênaltis.

## Confrontos
| Chile                  | vs. | Espanha      | Venezuela                 | vs. | Portugal             | Colômbia                | vs. | Espanha              | Colômbia      | vs. | Portugal             |
| Universidad Católica 0 | vs. | Sevilla FC 2 | Deportivo Anzoátegui 2    | vs. | FC Porto 4           | Atlético Nacional 1 (4) | vs. | Sevilla FC 1 (3)     | Millonarios 0 | vs. | FC Porto 4           |
| Equador                | vs. | Espanha      | Argentina                 | vs. | Espanha              | Peru                    | vs. | Espanha              | Uruguai       | vs. | Espanha              |
| Barcelona S.C. 1       | vs. | Sevilla FC 3 | Estudiantes de La Plata 1 | vs. | Atlético de Madrid 0 | Sporting Cristal 0      | vs. | Atlético de Madrid 1 | Nacional 0    | vs. | Atlético de Madrid 2 |

| América 2 | Europa 6 |

### Universidad Católica - Sevilla FC
| 20 de julho | Universidad Católica | 0 – 2 | Sevilla               | Estádio San Carlos de Apoquindo, Santiago, Chile |
| 17:30 UTC−4 |                      |       | Marin 60' · Jairo 83' | Público: 15 000 Árbitro: Eduardo Gamboa          |

| Universidad Católica | Sevilla |

| UNIVERSIDAD CATÓLICA: |    |                    |     |
|                       |    |                    |     |
| GR                    | 12 | Fabián Cerda       |     |
| DF                    | 4  | Cristián Álvarez   | 60' |
| DF                    | 3  | Enzo Andía         |     |
| DF                    | 11 | Hans Martínez      |     |
| DF                    | 24 | Alfonso Parot      |     |
| MC                    | 15 | Michael Ríos       | 60' |
| MC                    | 23 | Gonzalo Sepúlveda  | 73' |
| MC                    | 6  | Fernando Cordero   |     |
| MC                    | 10 | Milovan Mirosevic  | 60' |
| AT                    | 17 | Álvaro Ramos       | 73' |
| AT                    | 14 | José Luis Muñoz    |     |
| Substituições:        |    |                    |     |
| DF                    | 7  | Rodrigo Valenzuela | 60' |
| MC                    | 9  | Fernando Meneses   | 60' |
| MC                    | 5  | Tomás Costa        | 60' |
| AT                    | 19 | Matías Mier        | 73' |
| AT                    | 22 | Matías Jadue       | 73' |
| Treinador:            |    |                    |     |
| Martín Lasarte        |    |                    |     |

| SEVILLA:       |    |                    |     |
|                |    |                    |     |
| GR             | 13 | Beto               |     |
| DF             | 5  | Juan Cala          |     |
| DF             | 2  | Nicolás Pareja     |     |
| DF             | 25 | Mode               | 63' |
| DF             | 18 | Alberto Moreno     | 63' |
| MC             | 8  | Gary Medel         |     |
| MC             | 17 | Tiberio Guarente   | 63' |
| MC             | 20 | Víctor Machín      |     |
| MC             | 16 | Jairo              |     |
| AT             | 7  | Marko Marin        | 71' |
| AT             | 9  | Carlos Bacca       | 71' |
| Substituições: |    |                    |     |
| DF             | 23 | Coke               | 63' |
| DF             | 3  | Fernando Navarro   | 63' |
| MC             | 11 | Ivan Rakitić       | 63' |
| AT             | 24 | Raul Rusescu       | 71' |
| AT             | 21 | José Antonio Reyes | 71' |
| Treinador:     |    |                    |     |
| Unai Emery     |    |                    |     |

### Deportivo Anzoátegui - FC Porto
| 21 de julho    | Deportivo Anzoátegui                   | 2 – 4 | Porto                                                 | Estadio José Antonio Anzoátegui, Puerto la Cruz, Venezuela |
| 19:00 UTC−4:30 | Edwin Aguilar 39' · Juan Fuenmayor 62' |       | Jackson Martínez 53' · Mangala 64' · Varela 65' 90+3' | Árbitro: Maiker Moreno                                     |

| Deportivo Anzoátegui | Porto |

| DEPORTIVO ANCOÁTEGUI: |    |                     |     |     |
|                       |    |                     |     |     |
| GR                    | 12 | Edixson González    |     |     |
| DF                    | 6  | Pablo Camacho       |     |     |
| DF                    | 3  | Jolvis Granados     |     |     |
| DF                    | 13 | Juan Fuenmayor      |     |     |
| DF                    | 2  | Henri Pernía        |     |     |
| MC                    | 15 | Enmanuel Calzadilla | 75' |     |
| MC                    | 19 | Ronald Giraldo      |     |     |
| MC                    | 25 | Ricardo Cardoso     |     |     |
| MC                    | 18 | Rolando Escobar     | 72' |     |
| MC                    | 8  | José David Moreno   |     |     |
| AT                    | 7  | Edwin Aguilar       | 71' | 51' |
| Substituições:        |    |                     |     |     |
| AT                    | 9  | Oscar Briceño       | 71' |     |
| MC                    | 11 | Johnny González     | 72' |     |
| MC                    | 26 | Ronald Ramírez      | 75' |     |
| Treinador:            |    |                     |     |     |
| Juvencio Betancourt   |    |                     |     |     |

| FC PORTO:      |    |                  |     |     |
|                |    |                  |     |     |
| GR             | 24 | Fabiano          |     |     |
| DF             | 13 | Jorge Fucile     | 46' |     |
| DF             | 4  | Maicon           |     | 61' |
| DF             | 22 | Eliaquim Mangala |     |     |
| DF             | 26 | Alex Sandro      |     |     |
| MC             | 25 | Fernando         | 82' | 61' |
| MC             | 36 | Carlos Eduardo   | 46' |     |
| MC             | 35 | Steven Defour    | 77' |     |
| AT             | 17 | Varela           |     |     |
| AT             | 11 | Nabil Ghilas     | 46' |     |
| AT             | 7  | Juan Iturbe      |     |     |
| Substituições: |    |                  |     |     |
| DF             | 2  | Danilo           | 46' |     |
| MC             | 3  | Lucho González   | 46' | 61' |
| AT             | 9  | Jackson Martínez | 46' |     |
| MC             | 16 | Héctor Herrera   | 77' |     |
| MC             | 6  | André Castro     | 82' |     |
| Treinador:     |    |                  |     |     |
| Paulo Fonseca  |    |                  |     |     |

### Atlético Nacional - Sevilla FC
| 23 de julho | Atlético Nacional | 1 – 1 | Sevilla  | Atanasio Girardot Sports Complex, Medellín, Colômbia |
| 19:30 UTC−5 | Cárdenas 44'      |       | Coke 65' | Público: 20 000 Árbitro: Adrián Vélez                |

|                                            |       | Penalidades                           |  |
| Uribe Arias Nájera Valencia Guisao Murillo | 4 – 3 | Rakitić Moreno Coke Jairo Bacca Cotán |  |

| Atlético Nacional | Sevilla |

| ATLÉTICO NACIONAL: |    |                     |     |         |
|                    |    |                     |     |         |
| GR                 | 1  | Cristian Bonilla    |     |         |
| DF                 | 2  | Steffan Medina      | 46' |         |
| DF                 | 5  | Francisco Nájera    |     |         |
| DF                 | 3  | Óscar Murillo       |     |         |
| DF                 | 6  | Juan David Valencia |     |         |
| MC                 | 8  | Diego Arias         |     | 38'     |
| MC                 | 20 | Alejandro Bernal    | 46' |         |
| MC                 | 26 | John Pajoy          |     | 63' 70' |
| MC                 | 7  | Sherman Cárdenas    | 46' |         |
| AT                 | 9  | Juan Pablo Ángel    |     |         |
| AT                 | 17 | Jefferson Duque     | 68' |         |
| Substituições:     |    |                     |     |         |
| DF                 | 4  | Elkin Calle         | 46' |         |
| MC                 | 13 | Alexander Mejía     | 46' | 63'     |
| MC                 | 21 | Jhon Valoy          | 46' | 77'     |
| AT                 | 18 | Wilder Guisao       | 46' |         |
| AT                 | 11 | Fernando Uribe      | 68' |         |
| Treinador:         |    |                     |     |         |
| Juan Carlos Osorio |    |                     |     |         |

| SEVILLA:       |    |                    |     |     |
|                |    |                    |     |     |
| GR             | 1  | Javi Varas         |     |     |
| DF             | 2  | Federico Fazio     |     |     |
| DF             | 6  | Daniel Carriço     |     |     |
| DF             | 23 | Coke               |     | 57' |
| DF             | 3  | Fernando Navarro   | 72' |     |
| MC             | 11 | Ivan Rakitić       |     |     |
| MC             | 12 | Hedwiges Maduro    | 61' |     |
| MC             | 19 | José Antonio Reyes | 75' |     |
| MC             | 15 | Antonio Cotán      |     |     |
| MC             | 14 | Bryan Rabello      | 72' |     |
| AT             | 24 | Raul Rusescu       | 61' |     |
| Substituições: |    |                    |     |     |
| AT             | 7  | Marko Marin        | 61' |     |
| AT             | 9  | Carlos Bacca       | 61' |     |
| DF             | 35 | Alberto Moreno     | 72' |     |
| MC             | 20 | Víctor Machín      | 72' |     |
| MC             | 16 | Jairo              | 75' |     |
| Treinador:     |    |                    |     |     |
| Unai Emery     |    |                    |     |     |

### Millonarios - FC Porto
| 24 de julho | Millonarios | 0 – 4     | Porto                                     | Estádio El Campín, Bogotá, Colômbia |
| 21:30 UTC−5 |             | Relatório | Danilo 29' 52' 72' · Jackson Martínez 86' | Público: 20 000 Árbitro: Juan Soto  |

| Millonarios | Porto |

### Barcelona S.C. - Sevilla FC
| 26 de julho | Barcelona de Guayaquil | 1 – 3     | Sevilla                            | Estádio Monumental, Guaiaquil, Equador       |
| 19:30 UTC−5 | Caicedo 4' (pen.)      | Relatório | 72' Pareja · 79' Jairo · 86' Bacca | Público: 5 000 Árbitro: Víctor Hugo Carrillo |

| Barcelona | Sevilla |

### Estudiantes - Atlético de Madrid
| 27 de julho | Estudiantes | 1 – 0     | Atlético de Madrid | Estádio Ciudad de La Plata, La Plata, Argentina |
| 15:00 UTC−3 | Zapata 23'  | Relatório |                    | Público: 37 000 Árbitro: Darío Ubriaco          |

| Estudiantes | Atlético de Madrid |

### Sporting Cristal - Atlético  Madrid
| 31 de julho | Sporting Cristal | 0 – 1     | Atlético de Madrid | Estádio Nacional, Lima, Peru        |
| 22:00 UTC−5 |                  | Relatório | 77' Mario Suárez   | Público: 30 000 Árbitro: Omar Ponce |

| Sporting Cristal | Atlético de Madrid |

### Nacional - Atlético de Madrid
| 4 de agosto | Nacional | 0 – 2     | Atlético de Madrid     | Estádio Centenário, Montevidéu, Uruguai |
| 15:00 UTC−3 |          | Relatório | 52', 79' Léo Baptistão | Público: 50 000 Árbitro: Saúl Laverni   |

| Nacional | Atlético de Madrid |